# ドラジビュス
ドラジビュス（Dragibus）は、フランスのトイポップユニットである。1995年結成。ユニット名はハリボーが発売しているグミの商品名にちなんでいる。

## 来歴
メンバーはボーカルのロー・バルジェ（Laure Bargès）とドラム担当のフランク・ド・ケンゴ（Fanck De Quengo）の2人からなる。トイピアノや自作楽器を用いて。幼稚園などでライブ活動を行なっている。
ロー・バルジェは、着ぐるみを着て活動することが多い。また幼児心理学の修士号を取得している。フランク・ド・ケンゴはレコードショップ『ビンボータワー』の店長やラジオDJなどを務めている。